# Heinrich Roleff

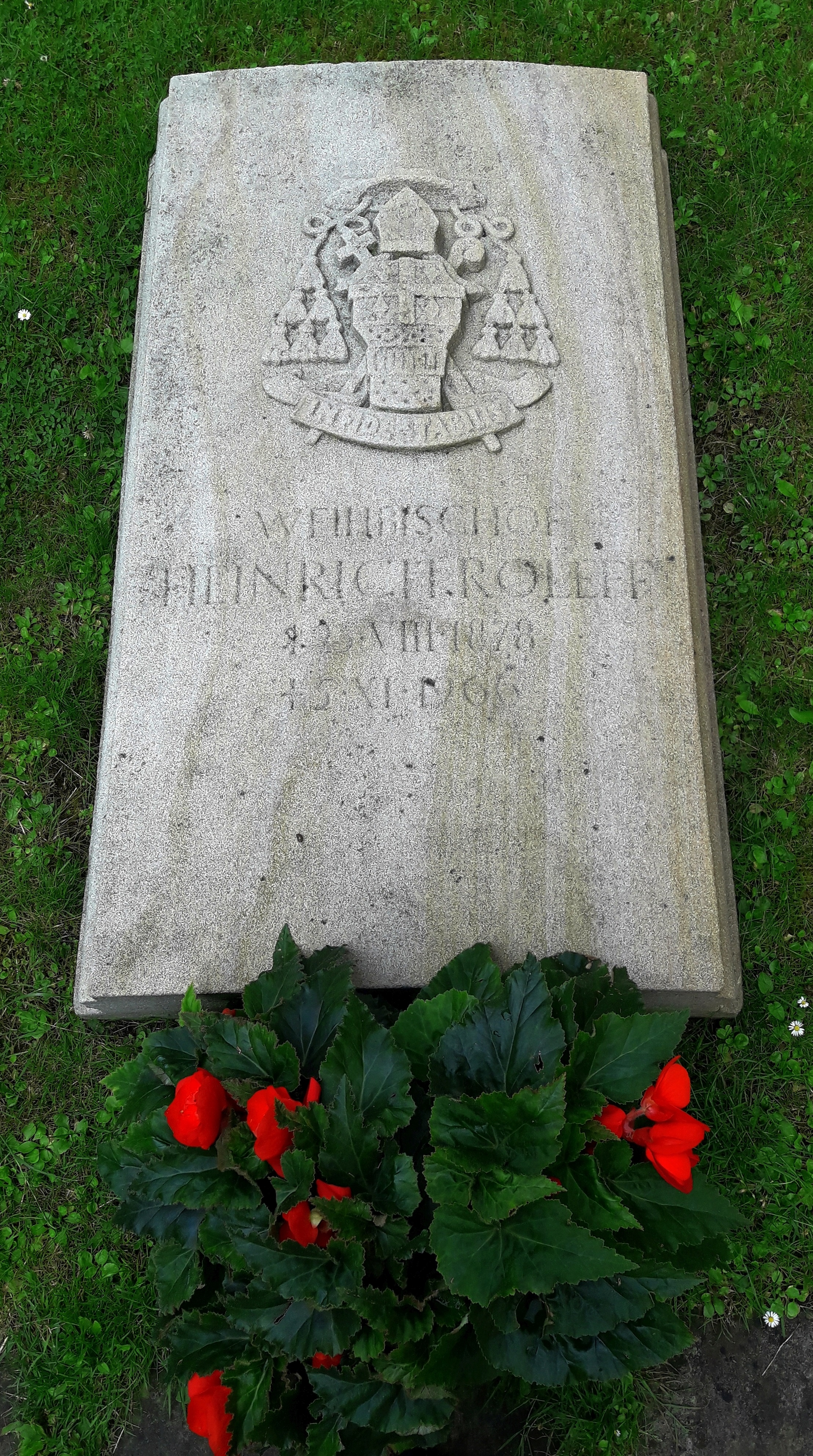
Grab von Weihbischof Heinrich Roleff im Kreuzgang des Domes zu Münster/Westfalen, Deutschland

Heinrich Roleff (* 25. August 1878 in Unna; † 5. November 1966) war von 1936 bis 1966 Weihbischof im Bistum Münster.

## Leben
Nach dem Abitur trat Roleff ins Collegium Borromaeum in Münster ein, um an der Katholischen Königlichen Akademie Theologie zu studieren. Nach Studienabschluss im August 1902 wechselte er ins Priesterseminar und empfing am 6. Juni 1903 zusammen mit 56 anderen jungen Männern im Hohen Dom durch Bischof Hermann Jakob Dingelstad das Sakrament der Priesterweihe. Zu seinem Weihekurs gehörte auch Joseph Lodde, der 1943 im KZ Dachau zu Tode gequält wurde.
Am 28. August 1903 ernannte ihn Bischof Dingelstad zum Kaplan an St. Antonius in Hörstel und am 17. August 1908 zum zweiten Kaplan an  St. Johannes Nepomuk in Burgsteinfurt und zum Religionslehrer am dortigen evangelischen Gymnasium Arnoldinum, bevor er am 23. Dezember 1913 auf die erste Kaplansstelle wechselte. In dieser langen Zeit betreute Roleff vor allem den Katholischen Gesellenverein, den Katholischen Arbeiterverein und den Fürsorgeverein. Im Jahr 1926 ernannte ihn Bischof Johannes Poggenburg zum Pfarrer von St. Nikomedes in Borghorst, bevor ihn der neue Bischof Clemens August Graf von Galen auch zum Dechanten des Dekanates Burgsteinfurt bestimmte. Derselbe berief Roleff 1935 als Geistlichen Rat an das Generalvikariat in Münster.
Am 7. März 1936 ernannte Papst Pius XI. Roleff zum Weihbischof der Diözese Münster und zum Titularbischof von Elaea. Die Bischofsweihe spendete ihm am 26. April desselben Jahres Bischof von Galen. Kokonsekratoren waren der Kölner Weihbischof Wilhelm Stockums und der Paderborner Weihbischof Augustinus Philipp Baumann. Das Münsteraner Domkapitel wählte ihn am 10. Dezember 1936 zum  Domdechanten, und Bischof von Galen ernannte ihn am 15. April 1937 als Nachfolger von Heinrich Weber zum Vorsitzenden des Diözesan-Caritasverbandes Münster.

## Weihehandlungen
- 1937: Bischofsweihe von Heinrich Wienken
- 1939: Bischofsweihe von Friedrich Hünermann
- 1939: St. Mariä Heimsuchung in Bevergern (Erweiterungsbau)
- 1945: Soldatenfriedhof und Kriegerehrenmal St. Arnold in Neuenkirchen
- 1947: Bischofsweihe von Michael Keller
- 1948: Bischofsweihe von Heinrich Gleumes
- 1949: St. Anna in Dreierwalde (Erweiterungsbau)
- 1950: St. Ida in Gelsenkirchen- Resser Mark
- 1950: Maria, Trösterin der Betrübten in Mussum
- 1952: Bischofsweihe von Heinrich Baaken
- 1954: St. Elisabeth in Friedrichsfeld

## Ehrungen
- 1953: Großes Verdienstkreuz der Bundesrepublik Deutschland
- 1953: Anlässlich seines Goldenen Priesterjubiläums wurde Heinrich Roleff erster Ehrenbürger der seinerzeit selbständigen Stadt Borghorst.[2]
- 1997: Nach ihm ist das Seniorenzentrum Heinrich-Roleff-Haus in Steinfurt-Borghorst benannt.